# Золотой орёл (кинопремия, 2012)
10-я церемония вручения наград премии «Золотой орёл» за заслуги в области российского кинематографа и телевидения за 2011 год состоялась 27 января 2012 года в первом павильоне киноконцерна «Мосфильм».
Драматическая лента Андрея Звягинцева — «Елена» получила 4 награды (из 10 номинаций), в том числе за лучший фильм и лучшую режиссуру. Восьми-серийный биографический телефильм «Достоевский» забрал 3 награды, из четырёх номинаций в телевизионных категориях.

## Список лауреатов и номинантов

### Основные категории
• Победители выделены отдельным цветом. 
| Категории                                                   | Лауреаты и номинанты | Лауреаты и номинанты                                                                                          |
| ----------------------------------------------------------- | --- | --- |
| Лучший игровой фильм                                        | • Елена (продюсеры: Александр Роднянский, Сергей Мелькумов; режиссёр: Андрей Звягинцев)                                                                                    | • Елена (продюсеры: Александр Роднянский, Сергей Мелькумов; режиссёр: Андрей Звягинцев)                       |
| Лучший игровой фильм                                        | • В субботу (продюсеры: Александр Роднянский, Сергей Мелькумов; режиссёр: Александр Миндадзе)                                                                              | |
| Лучший игровой фильм                                        | • Два дня (продюсеры: Фёдор Бондарчук, Дмитрий Рудовский; режиссёр: Авдотья Смирнова)                                                                                      | |
| Лучший игровой фильм                                        | • Дом (продюсер: Сергей Сельянов; режиссёр: Олег Погодин) | |
| Лучший игровой фильм                                        | • Шапито-шоу (продюсеры: Екатерина Герасичева, Алексей Агеев, Михаил Синев; режиссёр: Сергей Лобан)                                                                        | |
| Лучший телефильм или мини-сериал (до 10 серий включительно) | • Достоевский (продюсеры: Сергей Мелькумов, Сергей Шумаков; режиссёр: Владимир Хотиненко)                                                                                  | • Достоевский (продюсеры: Сергей Мелькумов, Сергей Шумаков; режиссёр: Владимир Хотиненко)                     |
| Лучший телефильм или мини-сериал (до 10 серий включительно) | • Баллада о бомбере (продюсеры: Максим Уханов, Виктор Мирский; режиссёр: Виталий Воробьёв)                                                                                 | |
| Лучший телефильм или мини-сериал (до 10 серий включительно) | • Пётр Первый. Завещание (продюсеры: Владимир Бортко, Антон Златопольский; режиссёр: Владимир Бортко)                                                                      | |
| Лучший телевизионный сериал (более 10 серий)                | • Побег (продюсеры: Денис Евстигнеев, Константин Эрнст; режиссёр: Андрей Малюков)                                                                                          | • Побег (продюсеры: Денис Евстигнеев, Константин Эрнст; режиссёр: Андрей Малюков)                             |
| Лучший телевизионный сериал (более 10 серий)                | • Вчера закончилась война (продюсеры: Екатерина Ефанова, Виктор Приходько; режиссёр: Владимир Балкашинов)                                                                  | |
| Лучший телевизионный сериал (более 10 серий)                | • Доктор Тырса (продюсеры: Рубен Дишдишян, Алексей Моисеев, Арам Мовсесян, Давид Дишдишян, Сергей Даниелян; режиссёры: Алёна Званцова, Дмитрий Константинов, Леонид Мазор) | |
| Лучший неигровой фильм                                      | • Михаил Ульянов: О времени и о себе (режиссёр: Галина Евтушенко) | • Михаил Ульянов: О времени и о себе (режиссёр: Галина Евтушенко)                                             |
| Лучший неигровой фильм                                      | • Книга тундры. Повесть о Вуквукае, маленьком камне (режиссёр: Алексей Вахрушев)                                                                                           | |
| Лучший неигровой фильм                                      | • Река жизни. Валентин Распутин (режиссёр: Сергей Мирошниченко) | |
| Лучший анимационный фильм                                   | • Три богатыря и Шамаханская царица (продюсеры: Сергей Сельянов, Александр Боярский; режиссёр: Сергей Глезин)                                                              | • Три богатыря и Шамаханская царица (продюсеры: Сергей Сельянов, Александр Боярский; режиссёр: Сергей Глезин) |
| Лучший анимационный фильм                                   | • Метель (продюсер: Владимир Гассиев; режиссёр: Мария Муат) | |
| Лучший анимационный фильм                                   | • Сергей Прокофьев (продюсер: Ирина Марголина; режиссёр: Юлия Титова) | |
| Лучшая режиссёрская работа                                  | | • Андрей Звягинцев за фильм «Елена»                                                                           |
| Лучшая режиссёрская работа                                  | • Александр Миндадзе — «В субботу» | |
| Лучшая режиссёрская работа                                  | • Олег Погодин — «Дом» | |
| Лучший сценарий                                             | | • Александр Миндадзе — «В субботу»                                                                            |
| Лучший сценарий                                             | • Олег Негин и Андрей Звягинцев — «Елена» | |
| Лучший сценарий                                             | • Марина Потапова — «Шапито-шоу» | |
| Лучшая мужская роль в кино                                  | | • Фёдор Бондарчук — «Два дня» (за роль Петра Дроздова)                                                        |
| Лучшая мужская роль в кино                                  | • Сергей Гармаш — «Дом» (за роль Виктора Шаманова) | |
| Лучшая мужская роль в кино                                  | • Алексей Серебряков — «ПираМММида» (за роль Сергея Мамонтова) | |
| Лучшая женская роль в кино                                  | | • Ксения Раппопорт — «Два дня» (за роль Маши)                                                                 |
| Лучшая женская роль в кино                                  | • Надежда Маркина — «Елена» (за роль Елены) | |
| Лучшая женская роль в кино                                  | • Оксана Фандера — «Огни притона» (за роль мамы Любы — хозяйки борделя) | |
| Лучшая мужская роль второго плана                           | | • Богдан Ступка — «Дом» (за роль Григория Ивановича Шаманова)                                                 |
| Лучшая мужская роль второго плана                           | • Николай Бурляев — «Мастер и Маргарита» (за роль Иешуа Га-Ноцри) | |
| Лучшая мужская роль второго плана                           | • Михаил Ефремов — «Generation П» (за роль Леонида (Легиона) Азадовского)                                                                                                  | |
| Лучшая женская роль второго плана                           | | • Елена Лядова — «Елена» (за роль Катерины)                                                                   |
| Лучшая женская роль второго плана                           | • Евгения Добровольская — «Громозека» (за роль Ларисы Громовой) | |
| Лучшая женская роль второго плана                           | • Ирина Розанова — «Два дня» (за роль Ларисы Петровны) | |
| Лучшая мужская роль на телевидении                          | | • Евгений Миронов — «Достоевский» (за роль Фёдора Михайловича Достоевского)                                   |
| Лучшая мужская роль на телевидении                          | • Сергей Маковецкий — «Пётр Первый. Завещание» (за роль Александра Меншикова)                                                                                              | |
| Лучшая мужская роль на телевидении                          | • Юрий Чурсин — «Побег» (за роль Алексея Чернова («Малька»)) | |
| Лучшая женская роль на телевидении                          | | • Валентина Талызина — «Достоевский» (за роль Александры Фёдоровны Куманиной)                                 |
| Лучшая женская роль на телевидении                          | • Дана Агишева — «Побег» (за роль Надежды Соболевой) | |
| Лучшая женская роль на телевидении                          | • Дарья Мороз — «Достоевский» (за роль актрисы Сашеньки Шуберт) | |
| Лучшая операторская работа                                  | • Михаил Кричман — «Елена» | • Михаил Кричман — «Елена»                                                                                    |
| Лучшая операторская работа                                  | • Юрий Клименко — «Самка» | |
| Лучшая операторская работа                                  | • Максим Осадчий — «Два дня» | |
| Лучшая работа художника-постановщика                        | • Юрий Устинов и Борис Кузовкин — «Мастер и Маргарита» | • Юрий Устинов и Борис Кузовкин — «Мастер и Маргарита»                                                        |
| Лучшая работа художника-постановщика                        | • Андрей Понкратов — «Елена» | |
| Лучшая работа художника-постановщика                        | • Григорий Пушкин — «Сибирь. Монамур» | |
| Лучшая работа художника по костюмам                         | • Людмила Чекулаева, Анна Кузнецова, Ольга Полянская и Нина Коротких — «Мастер и Маргарита»                                                                                | • Людмила Чекулаева, Анна Кузнецова, Ольга Полянская и Нина Коротких — «Мастер и Маргарита»                   |
| Лучшая работа художника по костюмам                         | • Владимир Никифоров и Дмитрий Андреев — «Три женщины Достоевского» | |
| Лучшая работа художника по костюмам                         | • Мария Ртищева — «Сибирь. Монамур» | |
| Лучшая музыка к фильму                                      | | • Эдуард Артемьев за музыку к фильму «Дом»                                                                    |
| Лучшая музыка к фильму                                      | • Филип Гласс — «Елена» | |
| Лучшая музыка к фильму                                      | • Альфред Шнитке (посмертно) и Андрей Шнитке — «Мастер и Маргарита» | |
| Лучший монтаж фильма                                        | • Александр Амиров — «Дом» | • Александр Амиров — «Дом»                                                                                    |
| Лучший монтаж фильма                                        | • Анна Масс — «Елена» | |
| Лучший монтаж фильма                                        | • Алла Мякотина — «Мастер и Маргарита» | |
| Лучшая работа звукорежиссёра                                | • Анатолий Брандорф — «Шапито-шоу» | • Анатолий Брандорф — «Шапито-шоу»                                                                            |
| Лучшая работа звукорежиссёра                                | • Андрей Дергачев — «Елена» | |
| Лучшая работа звукорежиссёра                                | • Владимир Кипа, Глеб Кравецкий и Александр Хасин — «Мастер и Маргарита»                                                                                                   | |
| Лучший зарубежный фильм в российском прокате                | • Король говорит! / The King’s Speech (Великобритания) — прокатчик: «Каскад»                                                                                               | • Король говорит! / The King’s Speech (Великобритания) — прокатчик: «Каскад»                                  |
| Лучший зарубежный фильм в российском прокате                | • Меланхолия / Melancholia (Дания) — прокатчик: Централ Партнершип Paramount                                                                                               | |
| Лучший зарубежный фильм в российском прокате                | • Чёрный лебедь / Black Swan (США) — прокатчик: Двадцатый век Фокс СНГ | |

### Специальная награда
| За вклад в киноискусство |  | • Валентин Гафт |